# 鳥海剛
鳥海 剛（とりうみ たけし、1891年（明治24年）1月11日 - 没年不明）は、昭和時代前期の台湾総督府官僚、拓務官僚。

## 経歴・人物
東京市中野区大和町に生まれる。岩手県立一関中学校を中途退学し、私立横浜英語学校へ入学。ついで正則英語学校分校を経て、1917年（大正6年）7月、中央大学法科専門部を卒業する。
卒業後、明治神宮造営局属外苑課経理課次、社会局属を経て、1929年（昭和4年）6月、拓務省へ転じ、1931年（昭和6年）4月、拓務理事官に進んだ。南米課勤務を経て台湾総督府属理事官に任ぜられ、1936年（昭和11年）4月に嘉義市助役、1937年（昭和12年）11月に台北州七星郡守に就任した。ついで宜蘭市長を経て、1942年（昭和17年）4月、花蓮港市長に就任した。